# Tengo tu nariz

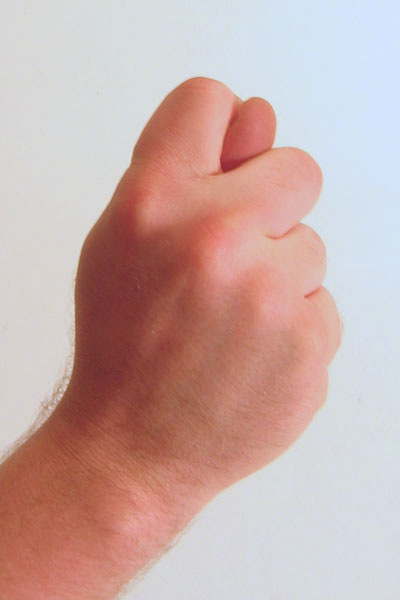
Posición de la mano de "Tengo tu nariz". La punta del pulgar representa la "nariz" robada.

Tengo tu nariz (en inglés I've Got Your Nose/Got Your Nose) es un juego para niños en el que una persona finge arrancar la nariz de la cara de alguien (generalmente entre niños). Puede verse como un ejemplo de cómo enseñar a los niños sobre el engaño y las ilusiones a modo de juego.

## Descripción
Para jugar Tengo tu nariz, la primera persona cierra la mano en un puño y coloca los nudillos de los dedos índice y medio a cada lado de la nariz del niño. Luego, se retira el puño de la cara del niño con el pulgar del "ladrón" sobresaliendo entre los dedos índice y medio; el pulgar representa la nariz robada. Este movimiento suele ir acompañado de una exclamación como "¡Tengo tu nariz!".
El niño puede perseguir al ladrón de narices para recuperar su nariz o puede responder robando la nariz de la primera persona (o de alguien más). La 'nariz' se puede regresar presionando el pulgar contra la nariz del niño y abriendo la mano, mostrándole al niño que el ladrón ya no posee la nariz del niño.

## Características
Es jugado comúnmente entre niños, así como con sus parientes (por ejemplo, padres, abuelos, tíos). Los niños pequeños de 2 o 3 años a menudo encuentran divertido este juego. Desde el punto de vista cognitivo, esto se debe a que los niños de tres años tienen problemas para reconocer que una cosa no siempre es lo que aparenta, mientras que los niños de cuatro años tienen el doble de probabilidades de tener esa capacidad. El juego es un ejemplo de cómo enseñar a los niños la mentira prosocial o el engaño lúdico.
Este juego principalmente se encuentra en el mundo angloparlante, pero también existe en otros lugares. Por ejemplo, en Francia, se conoce como 'je t'ai volé/piqué ton nez!' (Te robé la nariz).